# Wincenty Longchamps de Bérier

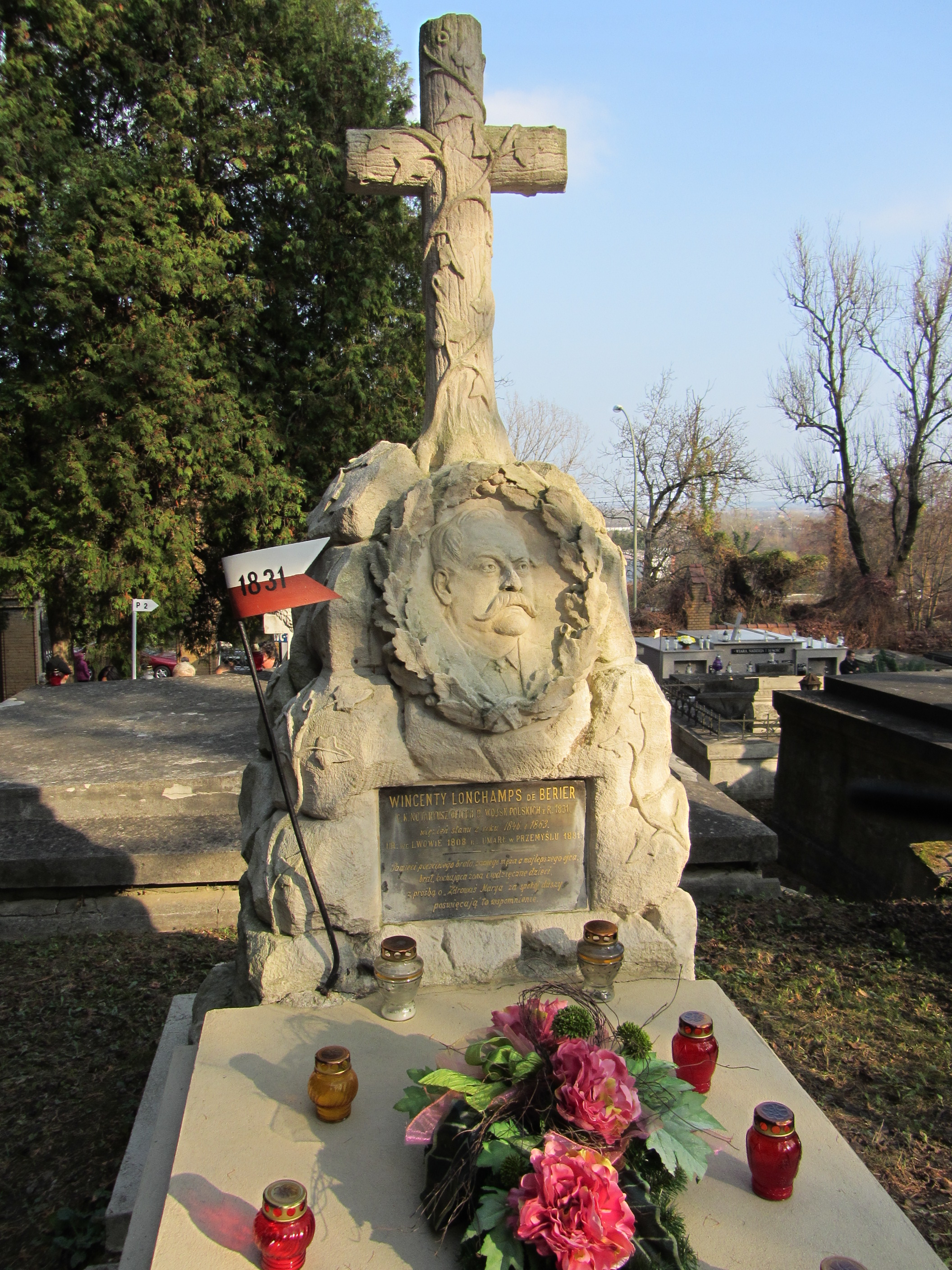
Grób na cmentarzu głównym w Przemyślu

Wincenty Napoleon Longchamps de Bérier (ur. 30 marca 1808 we Lwowie, zm. 18 stycznia 1881 we Przemyślu) – polski prawnik, powstaniec listopadowy, działacz niepodległościowy. Wnuk Franciszka, brat bliźniak Bogusława.
Był synem lekarza Aleksandra i Eleonory Rudnickiej. Razem z bratem Bogusławem (studentem medycyny) studiował w Wiedniu prawo. Obydwaj przerwali studia, aby walczyć w szeregach powstańców listopadowych. Uczestniczył w bitwie pod Iłżą, Zawichostem, Przytykiem i Janowcem. Po klęsce powstania, kontynuował naukę w Pradze. Pracę zawodową rozpoczął jako koncypista w lwowskim magistracie. Od 1843 był radcą prawnym rodziny Sanguszków w Gumniskach. 24 lutego 1846 został aresztowany w związku z wybuchem powstania krakowskiego i współpracą z Janem Tyssowskim. Po dwóch latach więzienia, został zwolniony w marcu 1848, w związku z ogłoszoną przez cesarza amnestią. Do 1856 pracował w Sądzie Ziemskim (Landgericht) we Lwowie, następnie w Sądzie Obwodowym w Tarnopolu. Od 1861 związał się z Przemyślem, gdzie pracował jako notariusz. W 1863 ponownie zaangażował się w działalność powstańczą, produkując w rodzinnym domu amunicję. Zaangażowany w sprawy miasta, pełnił funkcję radnego. Pochowany został na cmentarzu głównym w Przemyślu.
Ożenił się ze swoją siostrą cioteczną – Ewą Witorią Pol de Pollenburg – siostrą pisarza Wincentego Pola, z którą miał trzech synów: Bogusława, Wincentego i Zygmunta oraz córkę Kazimierę. Wszyscy synowie brali udział w powstaniu styczniowym. Zygmunt w 1846 otrzymał nobilitację szlachecką za zasługi w bitwie pod Custozą, dosłużył się też stopnia generała w armii pruskiej.